# 三宅康信
三宅 康信（みやけ やすのぶ）は、安土桃山時代から江戸時代前期の武将、大名。三河挙母藩第2代藩主、のち伊勢亀山藩初代藩主。田原藩三宅家2代。

## 生涯
永禄6年（1563年）、挙母藩初代藩主・三宅康貞の長男として遠江で生まれる。父と共に徳川家康に仕え、小田原征伐など家康の主要な戦争の多くに参加して武功を挙げた。慶長5年（1600年）の関ヶ原の戦いでは横須賀城番を務め、戦後は伊勢亀山城の城番を務めた。
慶長19年（1614年）の大坂冬の陣では駿府城の守備、慶長20年（1615年）の大坂夏の陣では淀城の守備を務めた。元和元年（1615年）に父が死去したため家督を継いだ。元和3年（1617年）12月、従五位下、越後守に叙位・任官した。
元和6年（1620年）に第2代将軍・徳川秀忠の娘・和子が入内するときには、その警護役を務めた功績を賞されて2,000石加増の1万2,000石で伊勢亀山に移封された。寛永9年（1632年）9月27日に伊勢亀山で死去した。享年70。跡を長男の康盛が継いだ。

## 系譜
父母
- 三宅康貞（父）
- 小笠原氏（母）

正室
- 戸田一西の娘

子女
- 三宅康盛（長男）生母は正室
- 三宅康重（次男）
- 内藤信広正室
- 岡部興賢正室
- 石川正信室